# 2934 Aristofan
2934 Aristofan, asteroid glavnog pojasa. Otkriven je 25. rujna 1960. iz zvjezdarnice Mount Palomar. Nazvan je po grčkom komediografu ili umjetniku Aristofanu